# 酸化ランタン(III)
酸化ランタン(III)（さんかランタン(III)）またはランタナは希土類元素のランタンと酸素を含む無機化合物。化学式はLa2O3。光学材料の構成部分としていくつかの強誘電材料で使用されており、特定の触媒の原料としても使われている。

## 性質

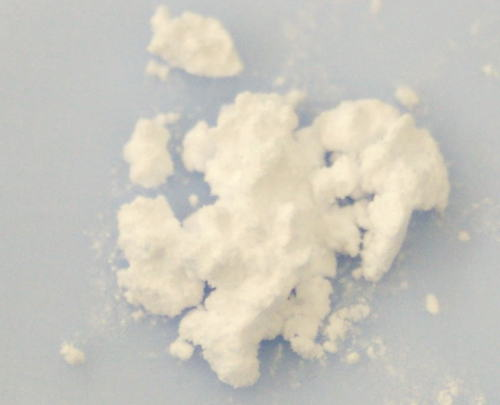
La_{2}O_{3}の粉末

酸化ランタンは無臭の白色固体で、水には不溶だが希酸には溶ける。化合物のpHにより異なる結晶構造が得られる。La2O3は吸湿性であり、大気中では時間の経過とともに水分を吸収し水酸化ランタンに変化する。酸化ランタンはp型の半導体特性とおよそ5.8 eVのバンドギャップを持っている。平均室温抵抗率は10 kΩ·cmであり、温度の上昇とともに低下する。非常に高い比誘電率ε = 27であり、希土類酸化物の中で最も低い格子エネルギーを持つ。

## 構造
低温では、La2O3はA-M2O3の六方晶構造を持つ。La3+金属原子はO2−原子の7つの配位基で囲まれており、酸素イオンは金属原子の周りで八面体の形をしており、八面体の1つの面上に1つの酸素イオンがある。一方、高温では酸化ランタンはC-M2O3立方晶構造に変化する。La3+イオンは六角形の形状で6つのO2−イオンに囲まれる。

## 酸化ランタンから得られる元素
ガドリン石の長期にわたる分析と分解の結果としていくつかの元素が発見された。この鉱石の分析が進むにつれ、残留物には最初にセリア、次に酸化ランタン、そしてその次にイットリア、エルビア、テルビアのラベルがつけられた。発見された日付順に元素のリストにはセリウム58、ランタン57、エルビウム68、テルビウム65、イットリウム39、イッテルビウム70、ホルミウム67、ツリウム69、スカンジウム21、プラセオジム59、ネオジム60、ジスプロシウム66が含まれる。これらの新しい元素のいくつかは1830年代と1840年代にカール・グスタフ・モサンデルにより発見・分離された。

## 合成
酸化ランタンはいくつかの多形に結晶化することができる。
六角形のLa2O3を生成するには、LaCl3の0.1M溶液を通常金属カルコゲン化物で作られた基板を予熱したものに噴きかける。この過程は加水分解と脱水の2段階で発生するものとみなすことができる。
2 LaCl3 + 3 H2O   →   La(OH)3 + 3 HCl
2 La(OH)3  →  La2O3 + 3 H2O
六角形のLa2O3を得る別の方法は、2.5%のNH3と界面活性剤ラウリル硫酸ナトリウムを組み合わせたものを使用して水溶液からわずかなLa(OH)3を沈殿させ、その後80 °Cで24時間加熱し攪拌する。
2 LaCl3+ 3 H2O + 3 NH3 → La(OH)3 + 3 NH4Cl
他の方法は以下。
2 La2S3 + 3 CO2  → 2 La2O3 + 3 CS2

## 反応
酸化ランタンはLaをドープしたBi4Ti3O12(BLT)など特定の強誘電材料を開発するための添加剤として使われる。光学材料に使用されている。光学ガラスにはしばしばLa2O3がドープされており、ガラスの屈折率、化学的耐久性、力学的強度を向上させる。
3 B2O3 + La2O3 → 2 La(BO2)3
この1:3の反応をガラス複合材料に混合すると、ランタンの高い分子量により溶融物の均一な混合物が増加し、融点が低くなる。ガラスを溶融したものにLa2O3を添加するとガラス転移温度が658 °Cから679 °Cに上昇する。この添加によりガラスの密度、微小硬さ、屈折率も高くなる。

## 用途
La2O3は光学ガラスの製造に使用され、この酸化物により密度、屈折率、硬度が上昇する。タングステン、タンタル、トリウムの酸化物とともにガラスのアルカリによる攻撃に対する耐性を向上させる。La2O3は圧電材料および熱電材料を製造するための原料である。自動車の排気ガスコンバータにはLa2O3が含まれている。また、La2O3はX線イメージング増感スクリーン、蛍光体、絶縁および導電性セラミックでも使われ、明るく輝く。
La2O3はメタンの酸化的カップリングについて調べられている。
La2O3膜は、化学気相成長、原子層堆積、熱酸化、スパッタリング、噴霧熱分解など様々な方法で堆積できる。これらの膜の堆積は、250–450 °Cの温度範囲で生じる。多結晶膜は350 °Cで形成される。
La2O3タングステン電極はトリウムの放射能に関する安全性の懸念により、ガスタングステンアーク溶接(TIG)でトリウムタングステン電極を交換している。